# Citheronia johnsoni
Citheronia johnsoni är en fjärilsart som beskrevs av William Schaus 1928. Citheronia johnsoni ingår i släktet Citheronia och familjen påfågelsspinnare. Inga underarter finns listade i Catalogue of Life.